# Metaznak
Metaznak ili metakarakter je znak (karakter) koji ima posebno značenje (za razliku od doslovnog) u računalnom programu, kao što je interpreter ljuske ili stroj regularnih izraza.

## Primjeri
- U nekim Unix ljuskama, znak točka-zarez ; služi za razdvajanje naredbi (engl. statement).
- U mnogim strojevima regularnih izraza, znak točke . sparuje bilo koji znak, ne samo točku.
- U XML-u i HTML-u, znak ampersand & uvodi HTML entitete.
- U mnogim programskim jezicima, stringovi su razgraničeni korištenjem navodnika. U nekim slučajevima, escape znakovi (i ostale metode) se koriste za izbjegavanje kolizije graničnika. Na primjer : "On je rekao : \"Zdravo\"".